# Gentile Budrioli
Gentile Budrioli, död 14 juli 1498, var en italiensk astrolog och örtläkare verksam i Bologna vid 1400-talets slut. 
Hon studerade vid universitetet i Bologna och tog även lektioner från munkar vid franciskanorden. Hon blev berömd för sin förmåga som örtläkare under sin samtid, och blev genom sin kund Ginevra Sforza, som var gift med Bolognas härskare Giovanni II Bentivoglio, rådman i Bolognas stadsråd. Hennes ovanliga och framgångsrika karriär väckte avund och ovilja, och hon ställdes inför rätta för häxeri av inkvisitionen. Även hennes make, som motsatte sig hennes vetenskapliga intressen, vittnade mot henne. Inkvisitionen fabricerade bevis, förhörde henne under tortyr, och avrättade henne genom att hänga och bränna henne samtidigt. 